# ビッグマックポリス

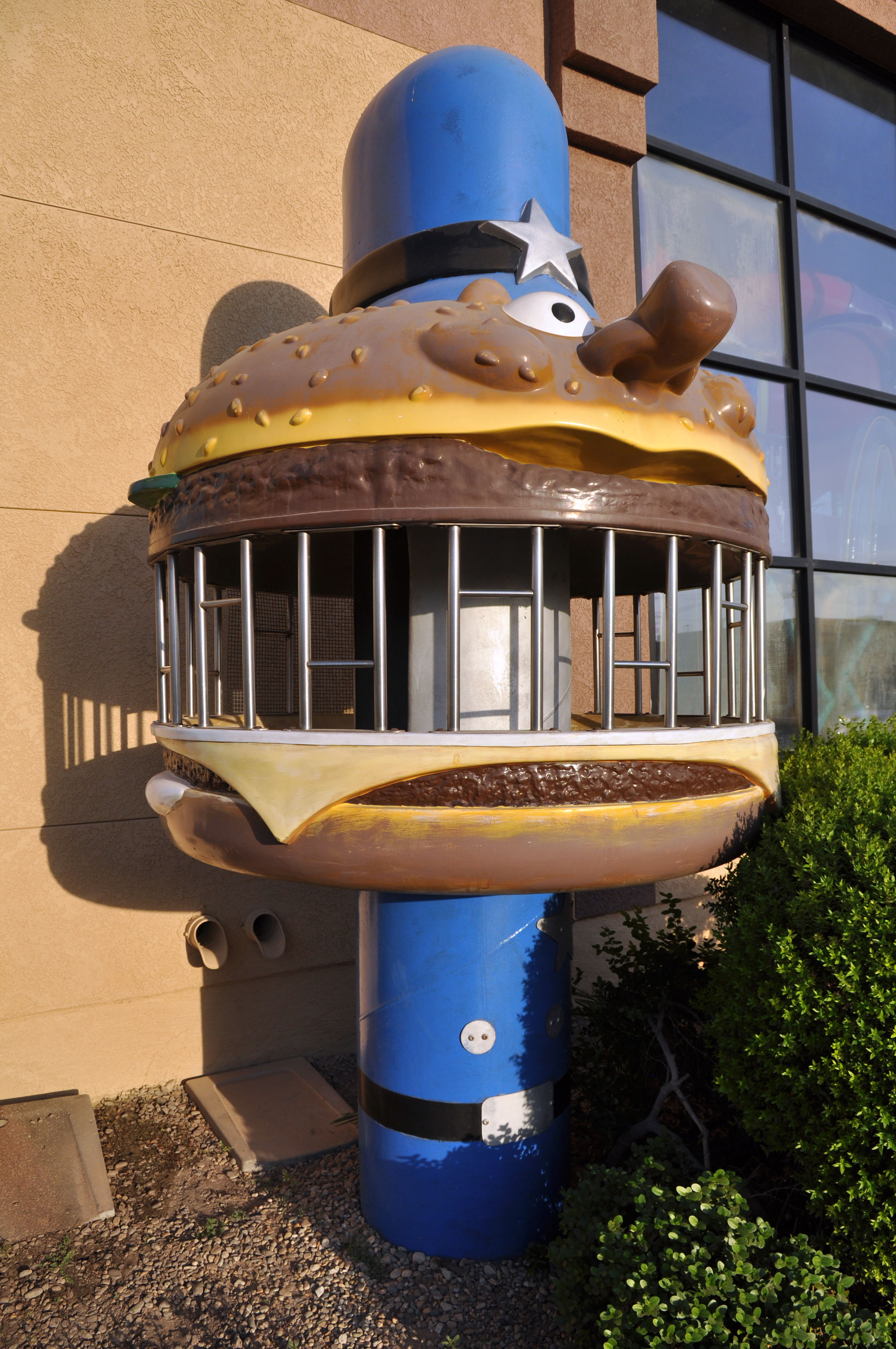
ビッグマックポリス

ビッグマックポリス (Officer Big Mac) は、マクドナルドでかつて使われていたイメージキャラクター。

## 概要
ビッグマックポリスはマクドナルドランドの住人であり、1970 年代と 1980 年代にマクドナルドのプロモーションに頻繁に登場したが、1980 年代にマクドナルドランドのキャラクター数名のリストラに伴い登場しなくなった。
日本においてはロナルド・マクドナルド（ドナルド・マクドナルド）、ハンバーグラーとトリオを組み、CM、パッケージ、販促品などに登場していた。悪戯をしでかすハンバーグラーをドナルドがお仕置きした後、連行するのが役どころ。容貌に比して声はやや高い。このほかグリマス、フライキッズらとも共演している。1979年 - 1988年頃までは使用が確認される。ゲームではエポック社の電子ゲーム『マクドナルドバーガージャンプ』、データイーストのファミリーコンピュータ用ゲームソフト『ドナルドランド』（1988年発売）でビッグマックポリスが登場している。
関連商品としてFUNKO社から「ボビングヘッド」という商品名で人形が発売されている。
日本でもしばらく見かけることはなかったが、2014年1月から行われている「アメリカンヴィンテージ」キャンペーンで、特定の商品を購入すると手に入るLINEの限定スタンプにて、このキャラクターのスタンプが登場している。
2022年・2023年に販売されたマクドナルドとGraniphとのコラボアパレルでも起用されている。